# RDH14
RDH14 (англ. Retinol dehydrogenase 14 (all-trans/9-cis/11-cis)) – білок, який кодується однойменним геном, розташованим у людей на короткому плечі 2-ї хромосоми.  Довжина поліпептидного ланцюга білка становить 336 амінокислот, а молекулярна маса — 36 865.
| 10         |  | 20         |  | 30         |  | 40         |  | 50         |
| ---------- |  | ---------- |  | ---------- |  | ---------- |  | ---------- |
| MAVATAAAVL |  | AALGGALWLA |  | ARRFVGPRVQ |  | RLRRGGDPGL |  | MHGKTVLITG |
| ANSGLGRATA |  | AELLRLGARV |  | IMGCRDRARA |  | EEAAGQLRRE |  | LRQAAECGPE |
| PGVSGVGELI |  | VRELDLASLR |  | SVRAFCQEML |  | QEEPRLDVLI |  | NNAGIFQCPY |
| MKTEDGFEMQ |  | FGVNHLGHFL |  | LTNLLLGLLK |  | SSAPSRIVVV |  | SSKLYKYGDI |
| NFDDLNSEQS |  | YNKSFCYSRS |  | KLANILFTRE |  | LARRLEGTNV |  | TVNVLHPGIV |
| RTNLGRHIHI |  | PLLVKPLFNL |  | VSWAFFKTPV |  | EGAQTSIYLA |  | SSPEVEGVSG |
| RYFGDCKEEE |  | LLPKAMDESV |  | ARKLWDISEV |  | MVGLLK     |  |            |

A: Аланін

C: Цистеїн

D: Аспарагінова кислота

E: Глутамінова кислота

F: Фенілаланін

G: Гліцин

H: Гістидин

I: Ізолейцин

K: Лізин

L: Лейцин

M: Метіонін

N: Аспарагін

P: Пролін

Q: Глутамін

R: Аргінін

S: Серин

T: Треонін

V: Валін

W: Триптофан

Кодований геном білок за функціями належить до оксидоредуктаз, фосфопротеїнів. 
Білок має сайт для зв'язування з НАДФ. 